# 캐시 해먼드
캐슬린 ("캐시") 해먼드(Kathleen ("Kathy") Hammond, 1951년 11월 2일 ~ )는 주로 400m에 나간 미국의 전직 육상 선수이다.
캘리포니아주 새크라멘토에서 태어나 어린이 천재였던 해먼드는 15세의 나이로 1967년 440 야드에서 국내 실내 선수권을 우승하였다.
1972년 뮌헨 올림픽에서 400m 동메달을 획득하였다. 그러고나서 동료 선수들 메이블 퍼거슨, 메이들린 매닝과 체릴 투센트와 함께 1600m 릴레이에서 은메달을 획득하였다.